# Rupisuolijärvi
Rupisuolijärvi är en sjö i kommunen Enontekis i landskapet Lappland i Finland. Arean är 35 hektar och strandlinjen är 3,49 kilometer lång. Sjön  ingår i Torne älvs huvudavrinningsområde.   Den ligger omkring 280 kilometer nordväst om Rovaniemi och omkring 950 kilometer norr om Helsingfors. 